# Kolappalur
Kolappalur è una suddivisione dell'India, classificata come town panchayat, di 8.717 abitanti, situata nel distretto di Erode, nello stato federato del Tamil Nadu. In base al numero di abitanti la città rientra nella classe V (da 5.000 a 9.999 persone).

## Geografia fisica
La città è situata a 11° 23' 44 N e 77° 25' 40 E.

## Società

### Evoluzione demografica
Al censimento del 2001 la popolazione di Kolappalur assommava a 8.717 persone, delle quali 4.316 maschi e 4.401 femmine. I bambini di età inferiore o uguale ai sei anni assommavano a 861, dei quali 426 maschi e 435 femmine. Infine, coloro che erano in grado di saper almeno leggere e scrivere erano 5.144, dei quali 2.951 maschi e 2.193 femmine.